# イタヤマメディコ
イタヤマメディコは、山梨県甲府市に本社を置く株式会社板山松竹堂が経営する、保険調剤薬局。

## 概要
元は同名の企業「株式会社イタヤマ・メディコ」が経営するマツモトキヨシグループのドラッグストアチェーンであった。2007年の時点では山梨県下のドラッグストアにおいては第2位の規模とされていた（1位はクスリのサンロード）。商品は医薬品や化粧品、健康食品と多くそろえているが、そのうち健康食品において3分の2の売上げを占めていた。店舗は2010年11月時点で、山梨県下に10店舗。かつては静岡市清水区にあるエスパルスドリームプラザにも出店していた。2015年にマツモトキヨシ甲信越販売に吸収合併され解散した。

解散後、板山和正が「株式会社板山松竹堂」の代表取締役に就任。県内の調剤薬局で薬剤師として働きながらノウハウを身に付け、同じ屋号で新たに保険調剤薬局として開店した。

## 沿革
- 1925年（大正14年） - 有限会社板山松竹堂として創業。
- 1988年（昭和63年） - ドラッグストアを分離し、株式会社イタヤマ・メディコを設立 。
- 1990年（平成2年） - 電子発注システム導入。
- 2002年（平成14年） - 本社を甲府市桜井町に移転。
- 2003年（平成15年） - マツモトキヨシと業務提携。
- 2007年（平成19年） - マツモトキヨシとフランチャイズ契約締結、マツモトキヨシグループ入り。
- 2012年（平成24年）2月10日 - マツモトキヨシホールディングスの完全子会社となる[1]。
- 2015年（平成27年）10月1日 - エリアドミナント戦略に基づくグループ会社の再編の一環として、マツモトキヨシ甲信越販売へ吸収合併され、解散[4]。
- 2016年（平成28年） - 株式会社板山松竹堂として法人番号指定。
- 2024年（令和6年）12月2日 - 保険調剤薬局に業態転換し、甲府市桜井町に1号店となる桜井店を開店[注 1]。